# Grutas y arte del periodo glacial en el Jura suabo
Grutas y arte del periodo glacial en el Jura suabo (en alemán: Grotten en IJstijdkunst in de Zwabische Jura) es un sitio alemán inscrito por la Unesco en la Lista del Patrimonio de la Humanidad el 2 de julio de 2017. Son un conjunto de seis cuevas en el sur de Alemania que fueron utilizadas por los humanos de la Era de Hielo para refugiarse hace unos 33000 a 43000 años. Las cuevas están ubicadas en los valles de los ríos Lone y Ach. Dentro de las cuevas se ha descubierto una estatuilla de forma femenina, figurillas talladas de animales (incluyendo leones de las cuevas, mamuts, caballos y ganado), instrumentos musicales y artículos de adorno personal. Algunas de las figurillas representan criaturas que son mitad animal, mitad humano.
La descripción de la Unesco dice:

Los primeros humanos “modernos” llegaron a Europa en el periodo glacial, hace unos 43.000 años. El Jura suabo, situado al sur de Alemania, fue uno de los lugares donde se asentaron. Las excavaciones arqueológicas efectuadas en seis grutas desde el decenio de 1860 han permitido descubrir huellas de su presencia, cuya antigüedad se remonta a unos 33.000 a 43.000 años atrás. En este sitio se han hallado, entre otros, los siguientes objetos: una estatuilla femenina; figuritas esculpidas de animales (leones cavernarios, mamuts, caballos, bovinos, etc.) y de criaturas fantásticas, mitad humanas mitad animales; instrumentos musicales; y objetos de adorno. Estos vestigios arqueológicos atestiguan la existencia de uno de los artes figurativos más antiguos del mundo y contribuyen a esclarecer nuestros conocimientos sobre los orígenes del espíritu creador del ser humano en el ámbito del arte.
Descripción en el sitio de la Unesco

| Imagen de la gruta | Nombre             | Localización                                                | Descripción | Descubrimientos                                                                       | Imagen de un descubrimiento importante |
| ------------------ | ------------------ | ----------------------------------------------------------- | --- | ------------------------------------------------------------------------------------- | -------------------------------------- |
| Bocksteinhöhle     | Bocksteinhöhle     | Valle del Lone (48°33′15″N 10°09′17″E / 48.55424, 10.15469) | | Hacha de mano grande (conocida como Bocksteinmesser)                                  | Bocksteinmesser                        |
| Geißenklösterle    | Geissenklösterle   | Valle del Ach (48°23′54″N 9°46′17″E / 48.39821, 9.77138)    | | Orantes (postura levantada de las manos) figura mitad animal / mitad humano en marfil | Orans figure                           |
| Hohler Fels        | Hohler Fels        | Valle del Ach (48°22′45″N 9°45′15″E / 48.37926, 9.75409)    | | Venus de Hohlefels de marfil de mamut, flauta de un hueso de buitre leonado.          | Venusfigur                             |
| Hohlenstein-Stadel | Hohlenstein-Stadel | Valle del Lone (48°32′58″N 10°10′23″E / 48.54931, 10.17294) | Cueva angosta de 50 m de largo. Entrada 8x4 m ancho por alto.                                                                                      | Figura de hombre león tallada en marfil de mamut                                      | Löwenmensch                            |
| Sirgensteinhöhle   | Sirgensteinhöhle   | Valle del Ach (48°23′13″N 9°45′40″E / 48.38704, 9.76119)    | cueva de 42 m de longitud total y una altura máxima de 10 m; en la parte posterior, la cavidad está iluminada por aberturas naturales en el techo. | Aprox. 5000 puntas líticas de sílex, punzones y piedras alisadoras                    |                                        |
| Vogelherdhöhle     | Cueva de Vogelherd | Valle del Lone (48°33′31″N 10°11′39″E / 48.55865, 10.19428) | | Figura animal de marfil de mamut, figurilla de venus de un colmillo de jabalí         | Wildpferd                              |